# Rebond du sommeil paradoxal
Le rebond du sommeil paradoxal (ou REM rebound en anglais) désigne un phénomène physiologique observé chez les humains et certains animaux, caractérisé par une augmentation compensatoire de la durée ou de l’intensité du sommeil paradoxal (REM) après une privation partielle ou totale de ce stade de sommeil. 

## Description
Le sommeil paradoxal (Rapid Eye Movement, ou REM) est un stade du cycle de sommeil associé à l’activité onirique, à une atonie musculaire quasi complète et à une activité cérébrale intense. Lorsqu’un individu est privé de sommeil paradoxal, par réveils répétés à chaque début de phase de sommeil paradoxal ou par usage de substances supprimant ce stade (ex. : antidépresseurs tricycliques, alcool), le corps réagit en prolongeant ce type de sommeil lors des nuits suivantes,.

## Implications
Le rebond du sommeil paradoxal est : 
- un critère d’évaluation dans les études sur les troubles du sommeil (insomnie, narcolepsie, troubles liés au sevrage)[3] ;
- un indicateur de sevrage dans le cas de l’arrêt de certaines substances dépressives du système nerveux central (alcool, benzodiazépines, antidépresseurs)[4] ;
- associé à une augmentation de l’intensité émotionnelle des rêves, voire à des cauchemars ou des épisodes de paralysie du sommeil[5].

## Expérimentation et résultats
Des expériences menées dès les années 1950 par Nathaniel Kleitman, William Dement et ultérieurement Ernest Hartmann ont permis d’observer ce phénomène chez des sujets humains. Hartmann notamment a mis en évidence en 1968 que le sommeil paradoxal répond à des rythmes ultradiens et que sa suppression entraîne une compensation marquée, parfois avec un contenu onirique intensifié. 
Après que des recherches préliminaires ont établi un lien entre les mouvements oculaires rapides et les rêves et établi qu'ils constituaient environ 20 % du sommeil humain normal, les expérimentateurs ont commencé à priver les sujets uniquement de sommeil paradoxal, afin d'en tester l'importance particulière. 
Chaque fois que l'électroencéphalogramme et les mouvements oculaires d'un sujet indiquaient le début du sommeil paradoxal, l'expérimentateur le réveillait complètement pendant plusieurs minutes. À mesure que cette « privation de rêves » se poursuivait, la tendance à déclencher le sommeil paradoxal augmentait et les sujets étaient réveillés de plus en plus souvent chaque nuit. 
Les sujets sont devenus irritables, anxieux et affamés, et plusieurs ont quitté l'étude prématurément. Après cinq nuits, les sujets restants ont pu dormir sans être dérangés et ont montré une augmentation significative du pourcentage de sommeil consacré au sommeil paradoxal, passant d'une moyenne de 19,4 % à une moyenne de 26,6 %. Ces effets étaient significatifs en comparaison avec un groupe témoin réveillé autant de fois chaque nuit, à des heures arbitraires.
Dans certains cas, un rebond marqué peut être observé chez les patients atteints de troubles affectifs majeurs, notamment en lien avec la régulation du stress ou les troubles post-traumatiques. Il est également étudié en lien avec les mécanismes de consolidation mnésique.
En conclusion de ces expériences, l'existence du rebond paradoxal montre que le sommeil et l'atteinte de certains stades de sommeil sont nécessaires au cerveau. Chez certains mammifères marins, comme les dauphins et les otaries à fourrure, lorsqu'un hémisphère cérébral est privé de sommeil paradoxal, seul cet hémisphère entre en rebond paradoxal, l'autre hémisphère demeurant non affecté.

## Aspects cliniques
Le rebond du sommeil paradoxal est fréquent chez les personnes prenant certains somnifères et est souvent observé les premières nuits suivant la mise sous PPC des patients souffrant d'apnée du sommeil. L'alcool peut également affecter le sommeil paradoxal, il le supprime pendant la première moitié de la nuit, entraînant un rebond quatre à cinq heures après l'endormissement.
Bien que l'alcool puisse réduire le temps d'endormissement, il perturbe les cycles du sommeil. Le sommeil paradoxal diminue pendant la première moitié de la période de sommeil et le sommeil de stade 1 augmente pendant la seconde moitié. La plupart des antidépresseurs, en particulier les inhibiteurs sélectifs de la recapture de la sérotonine (ISRS), tels que le citalopram et la paroxétine, sont de puissants inhibiteurs du sommeil paradoxal et peuvent également provoquer un rebond du sommeil paradoxal à l'arrêt du traitement,.

## Chez l'animal
Des recherches sur les rats et les chats ont également confirmé l’existence du rebond du sommeil paradoxal. L’interruption répétée du sommeil paradoxal entraîne chez eux une compensation accrue dès que le sommeil normal est autorisé, ce qui suggère une fonction vitale du sommeil paradoxal.

## Publications médicales pertinentes
- Hartmann, E. (1968). The 90-minute sleep–dream cycle. Archives of General Psychiatry.
- Dement, W. & Kleitman, N. (1957). Cyclic variations in EEG during sleep and their relation to dream activity. Electroencephalography and Clinical Neurophysiology.
- Vogel, G. (1975). A review of REM sleep deprivation. Archives of General Psychiatry.
- Rechtschaffen, A., et al. (1983). Sleep deprivation in the rat: An update of the 1989 paper. Science.
- Jouvet, M. (1992). Le sommeil et le rêve. Odile Jacob.